# Pałac w Siemianowicach Śląskich
Pałac w Siemianowicach Śląskich, Pałac Donnersmarcków w Siemianowicach Śląskich (nazywany również Pałacem Mieroszewskich w Siemianowicach Śląskich) – klasycystyczny pałac znajdujący się w Siemianowicach Śląskich przy ulicy Chopina.

## Historia

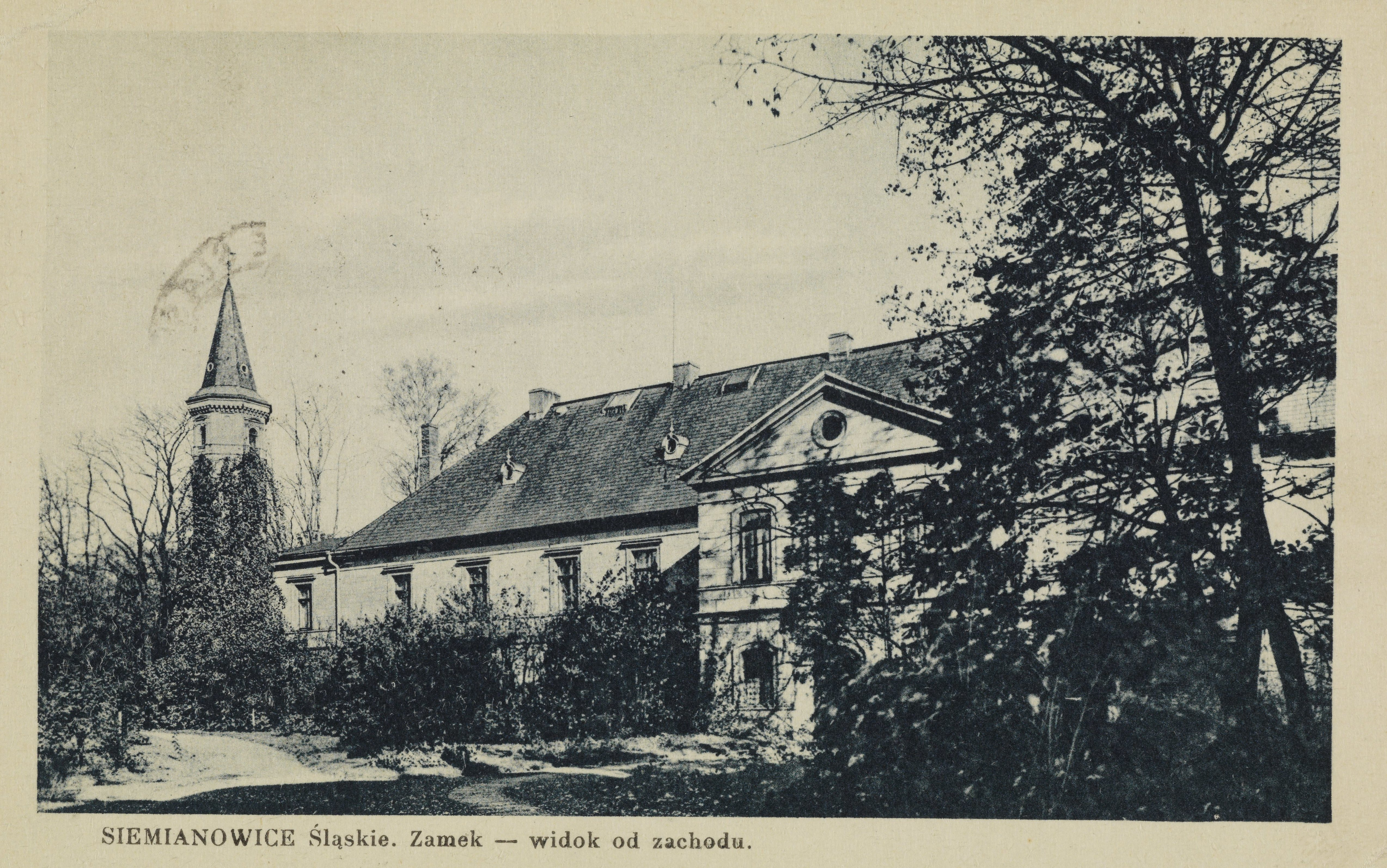
Pałac w latach międzywojennych

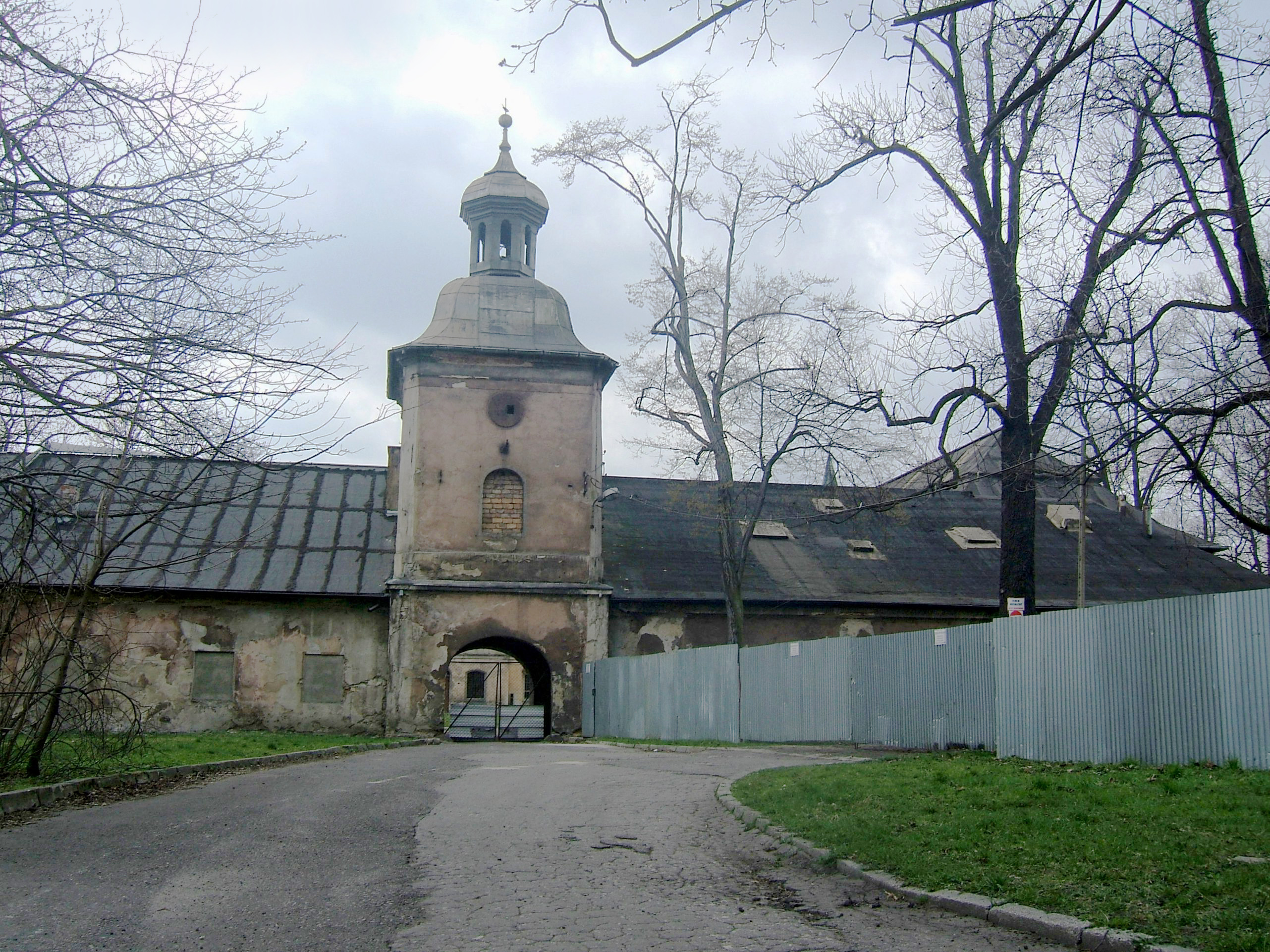
Barokowa brama z XVIII wieku w 2007 roku

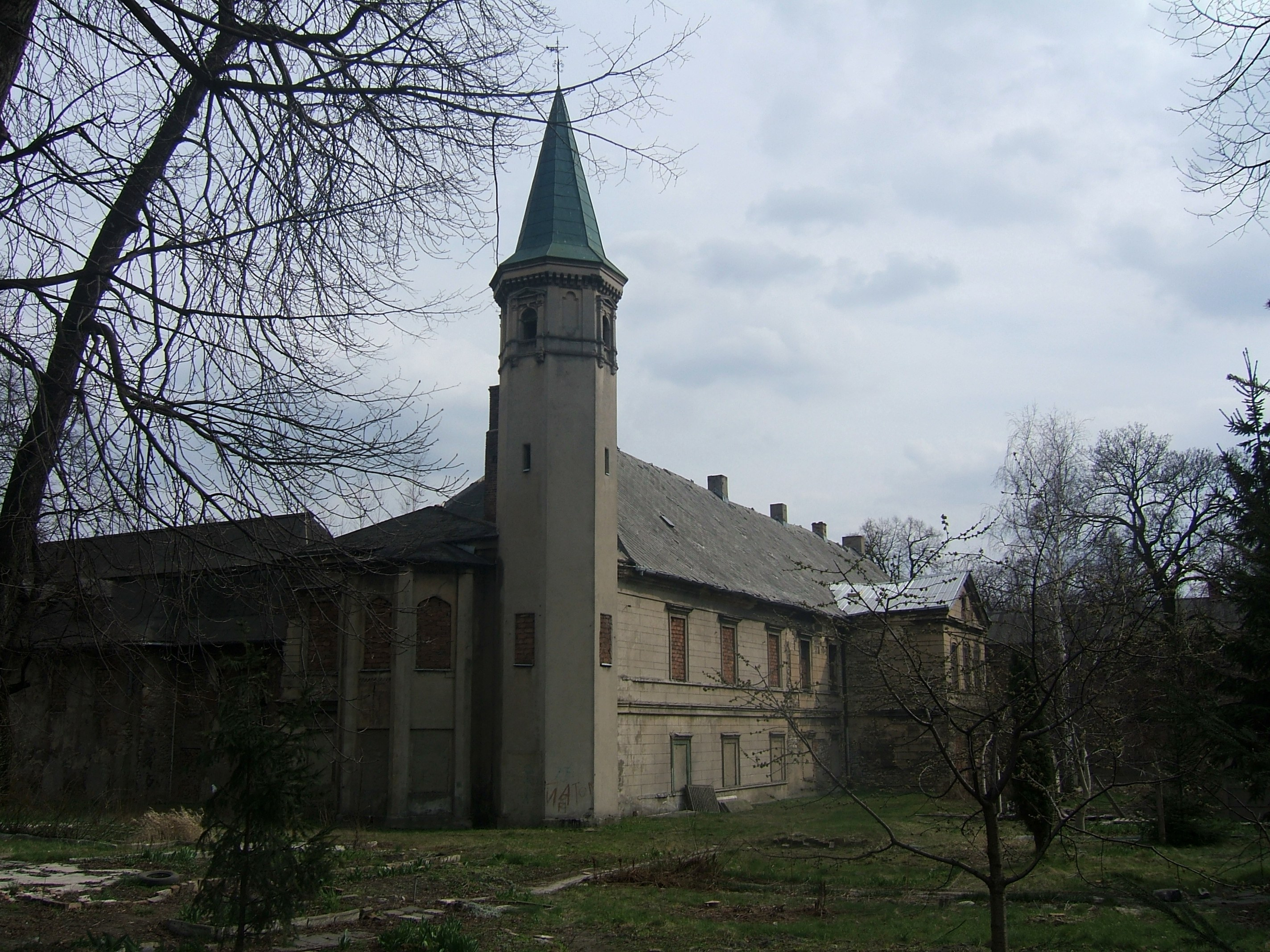
Skrzydło z XIX wieku w 2007 roku

Budowę pałacu zapoczątkował w XVII wieku ród Mieroszewskich herbu Ślepowron, którzy byli właścicielami miejscowych dóbr od co najmniej XVI wieku. Z czasów Mieroszewskich pochodzi najstarsza barokowa część pałacu nakryta łamanym dachem polskim. Dobra w skład których wchodził pałac zostały sprzedane w 1692 roku przez Stanisława Mieroszewskiego i stały się własnością Bogusława Hunter von Grandon, który następnie w 1718 roku sprzedał pałac Julianie Maksymilianie Coob von Neyding, po śmierci której odziedziczył go jej syn Karol Henckel von Donnersmarck. Jednak jako stałą rezydencję rodu wybrał go dopiero jego syn Łazarz Henckel von Donnersmarck. Niedługo później, w latach 1778–1789 pałac został rozbudowany poprzez dobudowanie do skrzydła północnego Mieroszewskich nowego skrzydła od zachodu. W czasie wojen napoleońskich (IV koalicja antyfrancuska) w 1807 roku pałac został splądrowany. Niedługo później, około 1830 roku nastąpiła kolejna przebudowa, podczas której przebudowano kaplicę i elewacje oraz połączono północne barokowe skrzydło Mieroszewskich z nowym skrzydłem w stylu klasycystycznym od wschodu, w które wtopiono wcześniejszą wieżę bramną. W skład kompleksu pałacowego wchodziły także dwie oficyny, brama i dwa budynki gospodarcze. Założenie otaczał park. Około 1850 roku do korpusu głównego dostawiono oficynę południową (rozebraną w 1934 roku), a w 2 poł. XIX w. zmieniono m.in. klatkę schodową. Pod koniec XIX wieku Donnersmarckowie sprzedali zespół pałacowy.
W XX wieku pałac często zmieniał właścicieli. W latach 1921–1926 zespół pałacowy zmodernizowano. Jego ostatnim prominentnym lokatorem w latach 1926–1932 był Józef Kiedroń – były minister w rządzie Władysława Grabskiego, gdy pełnił funkcję dyrektora Górnośląskich Zjednoczonych Hut Królewska i Laura.
Władze niemieckie w czasie okupacji w latach 1939–1945 nakazały przebudować reprezentacyjne sale na małe pokoje biurowe i wybić nowe otwory okienne, przez co w znacznym stopniu zniszczono zabytkowy wystrój.
W 1990 roku kompleks pałacowy został przejęty przez władze miejskie od kopalni Siemianowice. W 2005 roku z bonifikatą kupiła go firma Silesia sp. z o.o. i opracowała plan adaptacji na hotel autorstwa inż. arch. Kazimierza Stamirowskiego z Siemianowic Śląskich. W 2009 roku pałac zaczęto częściowo remontować. W 2011 roku pałac kupił firma Prestige Residences z Katowic. W 2013 roku pałac został sprzedany Grupie Saternus. Obecnym właścicielem obiektu jest spółka Inspiration Point S.A. Kubatura głównego korpusu wynosi ponad 23 tys. m³.
W 2016 roku Rada Miejska Siemianowic Śląskich wpisała obiekt do Lokalnego Programu Rewitalizacji, co dało możliwość ubiegania się o finansowanie w ramach Europejskiego Funduszu Rozwoju Regionalnego. W kwietniu 2018 roku w częściowo odnowionym pałacu doszło do oficjalnego podpisania dokumentów związanych z przyznaną przez Urząd Marszałkowski dotacją. Właściciel obiektu otrzyma blisko 20 milionów złotych na prowadzenie dalszych prac rewitalizacyjnych zabytkowego pałacu. Decyzja o przyznaniu dofinansowania powoduje, że ok. 80% powierzchni pałacu zostanie przeznaczona na działania społeczne.
W zrewitalizowanym obiekcie mieści się browar restauracyjny (stan na 7.2021). Planowane są pomieszczenia przeznaczone na organizowanie wystaw, wernisaży oraz warsztatów artystycznych.

## Galeria

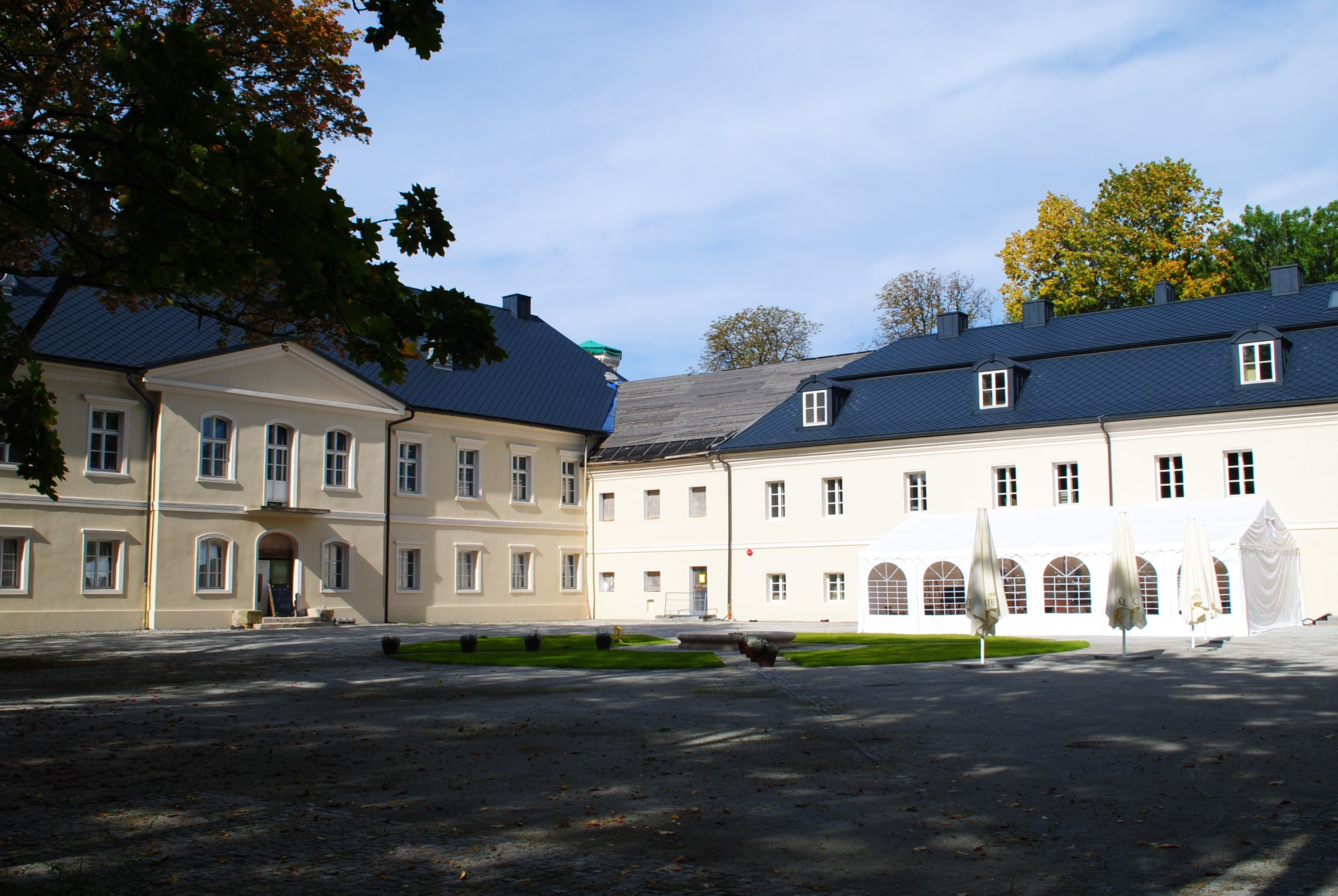
Pałac od strony południowej w październiku 2020 roku
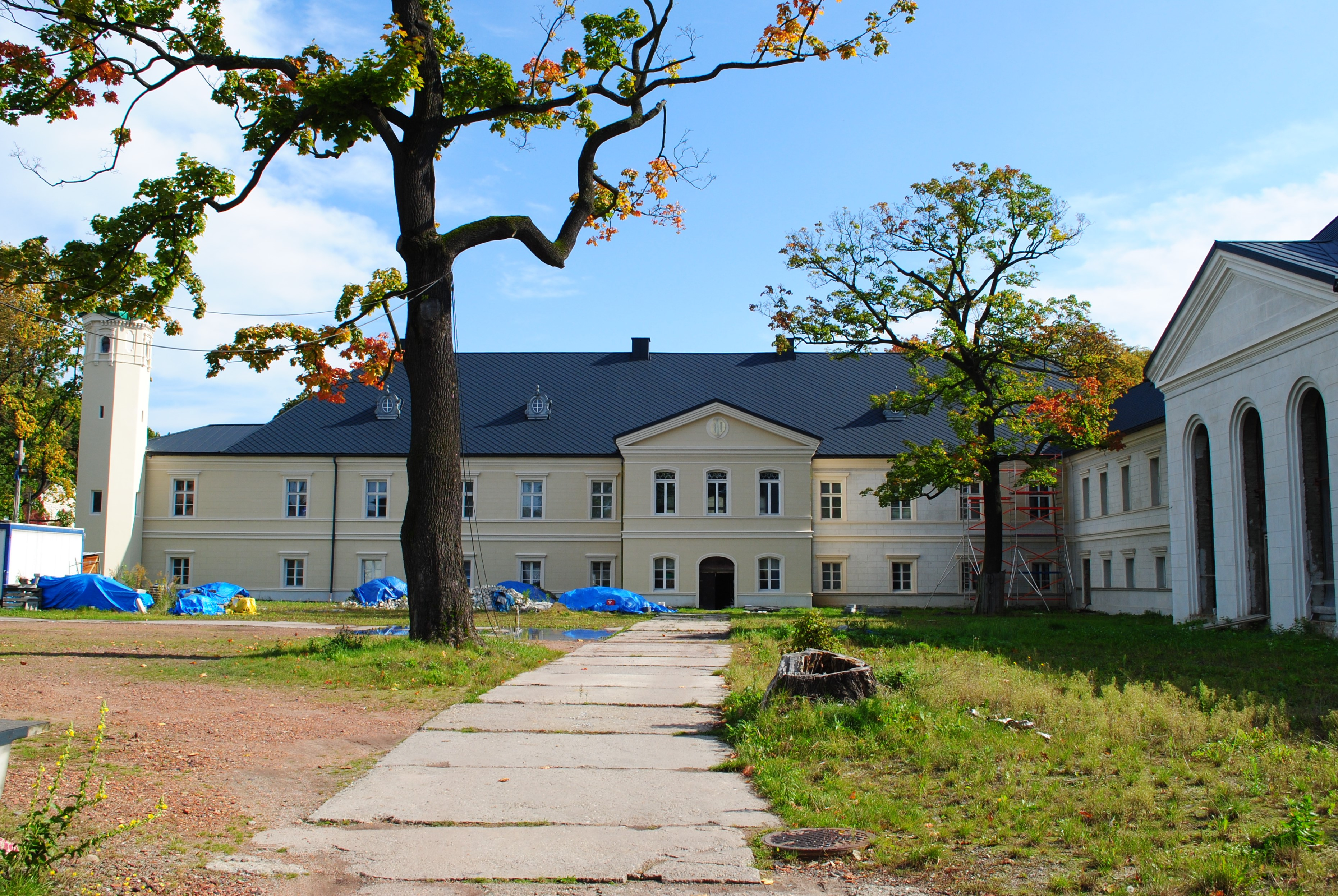
Pałac od strony zachodniej w październiku 2020 roku
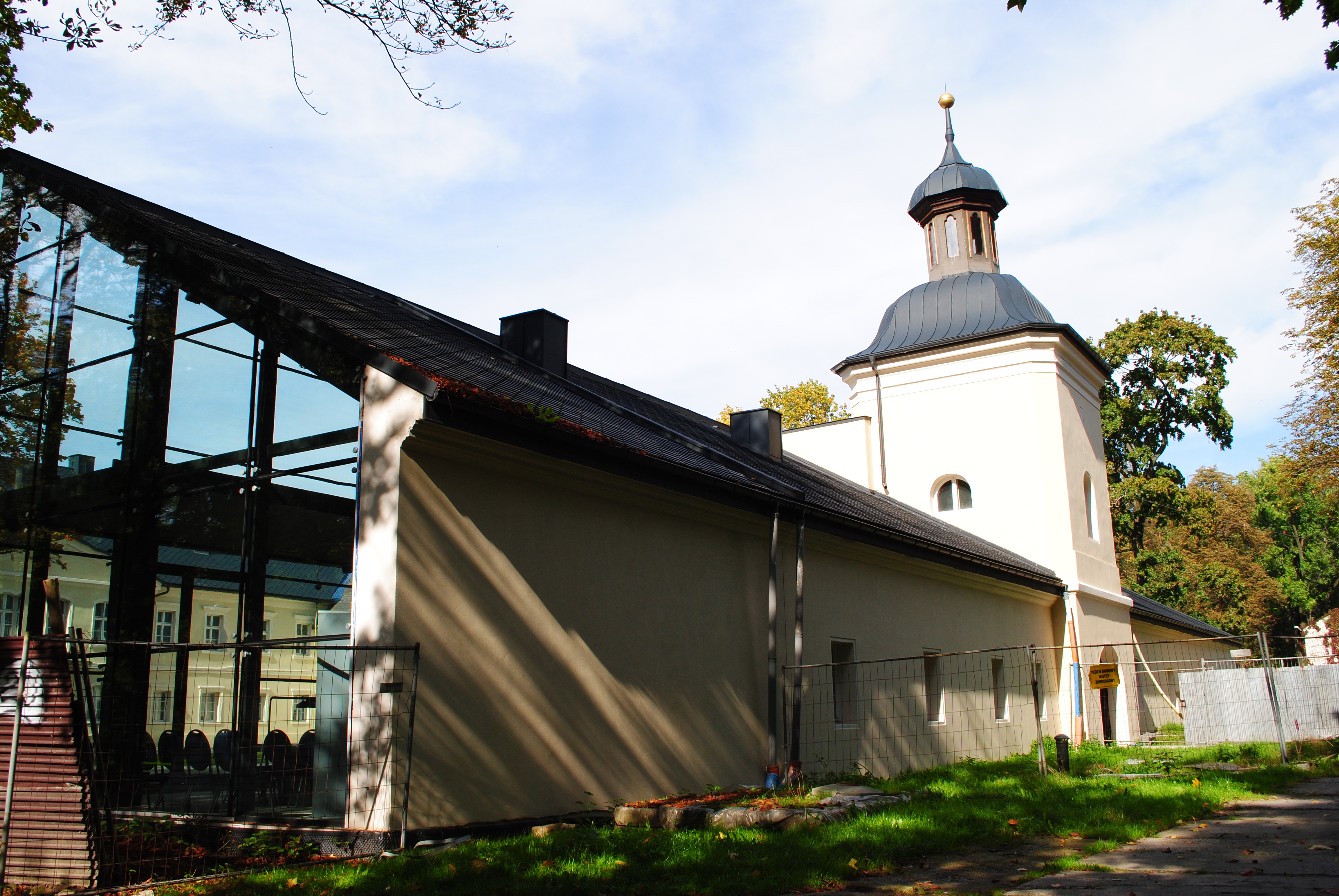
Pałac od strony wschodniej w październiku 2020 roku